# Теория на наредбите
Теорията на наредбите е дял от математиката, в който се изучават различните релации на наредба. Неформално казано, всяка релация на наредба показва кога един елемент на множество предхожда друг елемент, тоест кога е по-малък от него.
Наредбите се делят на строги (като {\displaystyle <} и {\displaystyle >}) и нестроги (като {\displaystyle \leq } и {\displaystyle \geq }).
Наредбите могат да бъдат частични или пълни (линейни). Пълната наредба определя за всеки два елемента кой от тях предхожда другия. Когато наредбата е частична, може да има несравними двойки от елементи. Пример за пълна (линейна) наредба е наредбата на целите числа. Частична е например наредбата на поколенията (кой на кого е потомък): при нея братята и сестрите са несравними (никой не е потомък на другия).
Добра наредба се нарича такава пълна наредба на дадено множество, относно която всяко негово непразно подмножество притежава най-малък елемент. Например стандартната наредба {\displaystyle \leq } в множеството на естествените числа е добра наредба. Според теоремата на Цермело всяко непразно множество може да се снабди с добра наредба.
По-формално, всяка нестрога наредба е рефлексивна, антисиметрична и транзитивна бинарна релация, а всяка строга наредба е антирефлексивна, антисиметрична и транзитивна бинарна релация. Пълните наредби (строги сили нестроги) са напълно антисиметрични.
Съвременното развитие на теорията на наредбите започва от XIX век с трудовете на Джордж Бул, Рихард Дедекинд и Ърнст Шрьодер. През 1940 г. Гарет Биркхоф публикува книгата Теория на решетките, където отделя значително внимание на различните видове наредби.

## Лема на Цорн
Нека {\displaystyle S\,} е частично наредено множество. Верига в {\displaystyle S\,} е подмножество {\displaystyle K\subset S}, в което {\displaystyle \forall x,y\in K} е изпълнено {\displaystyle x\leq y} или {\displaystyle y\leq x}. Горна граница (мажоранта или супремум) за веригата {\displaystyle K\,} в множеството {\displaystyle S\,} е такъв елемент {\displaystyle s\in S}, че {\displaystyle k\leq s,\forall k\in K}. В множеството {\displaystyle S\,} съществува максимален елемент {\displaystyle m\,}, ако е изпълнено: {\displaystyle m\leq x\Rightarrow m=x,\,\forall x\in S}.
Лема на Цорн: Всяко частично наредено множество, в което всяка верига има горна граница, притежава максимален елемент.